# Szél Péter
Szél Péter (Budapest, 1955. április 11. –) magyar ügyvéd, politikus, országgyűlési képviselő.

## Életpályája

### Iskolái
Általános iskolai tanulmányait Tatán végezte el. A középiskolát Szentendrén járta ki; 1973-ban érettségizett a Móricz Zsigmond Gimnáziumban. 1973–1978 között az Eötvös Loránd Tudományegyetem Állam- és Jogtudományi Karának hallgatója volt. 1982-ben ügyvédi szakvizsgát tett.

### Pályafutása
1969-től Szentendrén él. 1979–1981 között Salgótarjánban ügyvédjelölt volt. 1982–1984 között ügyvédként praktizált. 1984-től Szentendrén dolgozott; a Szentendrei Ügyvédi Munkaközösség tagja.

### Politikai pályafutása
1988–1993 között az MDF tagja volt. 1990–1991 között az Önkormányzati, közigazgatási, belbiztonsági és rendőrségi bizottság tagja volt. 1990–1993 között a Külügyi bizottság tagja volt. 1990–1994 között országgyűlési képviselő (Szentendre; 1990–1993: MDF; 1993–1994: Független) volt. 1993–1994 között a Számvevőszéki bizottság tagja volt. 1993–1996 között a Nemzeti Demokrata Szövetség (NDSZ) tagja volt. 1994-ben országgyűlési képviselőjelölt volt.

## Családja
Szülei Szél Endre erdőmérnök (1925–?) és Farkas Jolán voltak. 1980-ban házasságot kötött Kun Márta gyógyszerésszel. Két gyermekük született: Tamás (1983–) és Kata (1986–).